# NGC 3172
NGC 3172 è una galassia molto piccola, con luminosità diffusa e di forma ovaleggiante nella direzione da NE a SW.
È chiamata anche col nome proprio di Polarissima Borealis, perché è la galassia più vicina al Polo Nord di una certa rilevanza. Dista dalla Stella Polare meno di 1°.
A 1',6 verso WSW vi è la galassietta a spirale MCG +15-1-10 di magnitudine 15,9 e di dimensioni 0',5 x 0',4 all'osservazione di aspetto pressoché stellare.
La stella più luminosa nelle vicinanze è la stella doppia λ Ursae Minoris, la cui componente principale ha magnitudine 6,31 di tipo spettrale M1 III e dalle coordinate 17h 16m 57,3s e +89° 02′ 16″.